# Доджо
Доджо (по английската Система на Хепбърн Dōjō) е тренировъчна зала за японските бойни изкуства. Доджо буквално означава „място на Пътя“ на японски. По традиция обучението в доджо се ръководи от сенсей („учител“).
Освен това в доджо се практикува зен медитация. Това е място за „пробуждане“.
Често в залите за тренировки (доджо) е избрана предна страна или лице на помещението. Терминът за тази страна е Шомен, което може да се преведе освен като „отпред“ и като „храм“. Освен това, ако в залата се поставят каквито и да е реликви (пр. „Джинджа“), портрети, писмена, то те са тъкмо откъм Шомен-а. Към Шомен стената практикуващите застават с лице, когато се поздравяват (с поклон), много от церемониите и другите дейности също са повлияни от разположението ѝ. Откъм нея застава учителят (сенсей), за да могат всички да го виждат и чуват, докато са обърнати в „правилната посока“.